# إنجليزية جامايكا
إنجليزية جامايكا (بالإنجليزية: Jamaican English)، والتي تشمل إنجليزية جامايكا القياسية هي إحدى التنوعات الجغرافية للغة الإنجليزية في جامايكا، وهي اللغة الرسمية للبلاد. ويجب التمييز بين الإنجليزية الجامايكية والباتوا الجامايكية (أو لغة الكريول الهجينة) التي تسود في الاستخدامات غير الرسمية، على الرغم من عدم وجود تفريق تام بينهما بقدر ما هو تدرّج بين طرفين متناقضَين. وتميل الإنجليزية الجامايكية إلى اتباع قواعد التهجئة الإنجليزية البريطانية، ولكنها تتمتع بخصائص صوتية مميِّزة.

## الوضع اللغوي الاجتماعي
تعتبر إنجليزية جامايكا القياسية تنوّعًا من الإنجليزيات القياسية العالمية، وقد أثّرت العديد من اللغات بشكل كبير على هذه اللهجة الإنجليزية. وصلت اللغة الإنجليزية إلى جامايكا عام 1655 في أعقاب الاستعمار البريطاني. وانتشرت الإنجليزية البريطانية من خلال التعليم ما بعد الابتدائي، ومن خلال المعلمين البريطانيين الذين هاجروا إلى جامايكا.
وقد اختلطت الإنجليزية القياسية في جامايكا مع الإنجليزية المعيارية البريطانية. وغالبًا ما يُعتبر الأفراد الذين يتحدثون التنوع القياسي من طبقة اجتماعية أعلى، حيث أنها لغة التعليم والإعلام والثقافة والتعاملات الحكومية. وقد ساهمت كذلك الإنجليزية الأمريكية في تشكيل الإنجليزية الجامايكية، حيث يمكن إرجاع هذه التأثيرات إلى تطوير روابط اجتماعية واقتصادية أقوى مع الولايات المتحدة، وشعبية المعروض الثقافي الأمريكي، بما في ذلك الأفلام والموسيقى والمسلسلات التلفزيونية والكوميدية والسياحة. وتُعد الباتوا الجامايكية المصدر الآخر المؤثر على الإنجليزية الجامايكية، والباتوا هي اللغة الوحيدة المستخدمة في العديد من المنازل الريفية في البلاد.